# Wawelia
Wawelia es un género de hongos en la familia Xylariaceae.